# Veia fibular
Na anatomia, as veias fibulares (também conhecidas como veias peroneais) são veias acompanhantes (venae comitantes) da artéria fibular.

## Estrutura
As veias fibulares são veias profundas que auxiliam no transporte de sangue do compartimento lateral da perna. Elas drenam para as veias tibiais posteriores, que por sua vez drenam para a veia poplítea. As veias fibulares acompanham a artéria fibular.